# Сельское поселение Волжское
Сельское поселение Волжское — муниципальное образование в Сызранском районе Самарской области.
Административный центр — посёлок Сборный.

## Административное устройство
В состав сельского поселения Волжское входят:
- посёлок Новые Озерки,
- посёлок Разбросной,
- посёлок Симоновский,
- посёлок Сборный,
- железнодорожный разъезд 13 км,
- железнодорожный разъезд 21 км,
- станция Радуга.